# Un'altra vita - Mug
 Un'altra vita - Mug (Twarz) è un film del 2018 diretto da Małgorzata Szumowska.
È stato presentato in concorso al Festival di Berlino 2018, dove ha vinto l'Orso d'argento, gran premio della giuria.

## Distribuzione
Il film è stato presentato in anteprima il 23 febbraio 2018 in concorso alla 68ª edizione del Festival del cinema di Berlino. È stato distribuito nelle sale cinematografiche polacche da Kino Świat a partire dal 6 aprile dello stesso anno.
Il film è stato distribuito nelle sale cinematografiche italiane da BIM Distribuzione e Movies Inspired a partire dal 24 aprile 2019.

## Riconoscimenti
- 2018 - Festival di Berlino[5]
  - Orso d'argento, gran premio della giuria a Małgorzata Szumowska
  - In competizione per l'Orso d'oro
- 2018 - Cork International Film Festival[6]
  - Candidatura al premio del pubblico
- 2018 - Edinburgh International Film Festival
  - Candidatura al miglior film internazionale